# یاسنی (استان آرخانگلسک)
یاسنی (به لاتین: Yasny) یک منطقهٔ مسکونی در روسیه است که در استان آرخانگلسک واقع شده‌است.